# Batalha de Koli Point
A Batalha de Koli Point foi um confronto militar que ocorreu na ilha de Guadalcanal entre 3 e 12 de novembro de 1942, colocando de frente forças do Exército e dos Fuzileiros dos Estados Unidos contra as forças do Império Japonês. As tropas americanas eram comandadas pelo general Alexander Vandegrift, enquanto a força tarefa japonesa estava sob a liderança tenente-general Harukichi Hyakutake.
Durante o confronto, soldados do 7º Regimento de Fuzileiros e do 164º Regimento de Infantaria, sob comando dos generais William H. Rupertus e Edmund B. Sebree, atacaram as tropas japonesas do 230º Regimento de Infantaria, comandados pelo major-general Toshinari Shōji. As forças de Shōji marcharam para Koli Point após a fracassada ofensiva para tomar Henderson Field em outubro de 1942.
Na batalha, as forças americanas tentaram cercar e destruir o exército de Shōji. Mas, apesar das enormes perdas sofridas, muitos soldados japoneses conseguiram furar o cerco e fugir para o interior de Guadalcanal. As tropas do general Shōji foram então perseguidas e atacadas por toda a ilha em várias ofensivas dos fuzileiros americanos nos dias seguintes.